# Islas Briñas
Las islas Briñas son un sub-archipiélago español en la provincia de Pontevedra, que forman parte del archipiélago de Cortegada, y con ella integradas en el parque nacional de las Islas Atlánticas, en Galicia.

## Descripción
Se sitúan a poniente de las islas Malveiras, al oeste de la isla de Cortegada. Son dos islitas que suman en su conjunto 5,5 hectáreas: A Briña y O Cón Branco. La mayor es la Briña (4 hectáreas), que es baja, alargada y alternando arena con zonas pedregosas. Está cubierta de vegetación herbácea y carece, como el desnudo Cón Branco, de construcciones.
| ■ Villagarcía ■ Carril ■ Villajuán ■ Cea ■ Bamio ■ Arealonga ■ Rubianes Municipio de Villanueva de Arosa ■ Villanueva Isla de Arosa ■ Arosa Municipio de Cambados Municipio de Catoira ■ Catoira Municipio de Ribadumia Municipio de Meis Municipio de Caldas de Reyes ■ Caldas de Reyes Municipio de Portas Municipio de Boiro ■ Boiro Municipio de Rianjo ■ Rianjo Isla de Cortegada Briñas Malveiras Ría de Arosa |
| Localización de las islas en Vilagarcía. |